# Christoph Lang
Christoph Lang (Deutschlandsberg, 7 gennaio 2002) è un calciatore austriaco, centrocampista del LASK.

## Carriera

### Club
Ha fatto il suo debutto professionistico con lo Sturm Graz il 17 luglio 2021, subentrando a Kelvin Yeboah nell'incontro vinto per 9-0 contro lo Stadl-Paura in ÖFB-Cup, match in cui realizza anche un gol.
Poco impiegato, nel gennaio 2023 è stato prestato per sei mesi al Ried. Nel mese di giugno viene ceduto con la stessa formula all'Hartberg per l'intera durata della stagione 2023-2024.
Il 16 gennaio 2024 viene acquistato dal Rapid Vienna, con cui firma un contratto di 3 anni e mezzo.
Il 6 febbraio 2025 viene acquistato dal LASK.

### Nazionale
Ha giocato nella nazionale austriaca Under-21.
L'11 marzo 2024 viene convocato per la prima volta in nazionale maggiore.

## Statistiche

### Presenze e reti nei club
Statistiche aggiornate al 26 ottobre 2023.
| Stagione        | Squadra         | Campionato      | Campionato | Campionato | Coppe nazionali | Coppe nazionali | Coppe nazionali | Coppe continentali | Coppe continentali | Coppe continentali | Altre coppe | Altre coppe | Altre coppe | Totale | Totale | Totale |
| Stagione        | Squadra         | Comp            | Pres       | Reti       | Comp            | Pres            | Reti            | Comp               | Pres               | Reti               | Comp        | Pres        | Reti        | Pres   | Reti   |        |
| --------------- | --------------- | --------------- | ---------- | ---------- | --------------- | --------------- | --------------- | ------------------ | ------------------ | ------------------ | ----------- | ----------- | ----------- | ------ | ------ | ------ |
| 2020-2021       | Sturm Graz      | RL              | 13         | 5          |                 | -               | -               |                    | -                  | -                  |             | -           | -           | 13     | 5      |        |
| 2021-2022       | Sturm Graz      | RL              | 18         | 14         |                 | -               | -               |                    | -                  | -                  |             | -           | -           | 18     | 14     |        |
| 2022-gen. 2023  | Sturm Graz      | 2L              | 12         | 5          |                 | -               | -               |                    | -                  | -                  |             | -           | -           | 12     | 5      |        |
| 2021-2022       | Sturm Graz      | BL              | 9          | 0          | CA              | 2               | 1               | UEL                | 1                  | 0                  |             | -           | -           | 12     | 1      |        |
| 2022-gen. 2023  | Sturm Graz      | BL              | 3          | 1          | CA              | 1               | 0               | UCL+UEL            | 2+1                | 0                  |             | -           | -           | 7      | 1      |        |
| gen.-giu. 2023  | Ried            | BL              | 15         | 3          | CA              | 2               | 1               |                    | -                  | -                  |             | -           | -           | 17     | 4      |        |
| 2023-2024       | Hartberg        | BL              | 11         | 3          | CA              | 2               | 0               |                    | -                  | -                  |             | -           | -           | 13     | 3      |        |
| Totale carriera | Totale carriera | Totale carriera | 81         | 31         |                 | 7               | 2               |                    | 4                  | 0                  |             | -           | -           | 92     | 33     |        |